# Martí Ventolrà
Martí Ventolrà i Fort, auf Spanisch auch Martín Vantolrá, (* 16. Dezember 1906 in Barcelona; † 5. Juni 1977 in Mexiko-Stadt) war ein spanischer Fußballspieler.
Sein Sohn José Vantolrá war ebenfalls Fußballspieler und spielte bei der WM 1970 für Mexiko. Martí spielte hingegen bei der WM 1934 für Spanien.

## Karriere
Ventolrà spielte in seiner Karriere zunächst, angefangen mit dem Jahre 1924, für Espanyol Barcelona, mit dem er 1929 die Copa del Rey und die katalanische Meisterschaft gewann. Am 20. Juni 1930 absolvierte er beim 3:2 gegen Italien sein erstes Länderspiel für Spanien. Im Sommer 1930 schloss er sich für drei Jahre dem FC Sevilla an. Zur Saison 1933/34 wechselte der Katalane zum FC Barcelona. In seiner ersten Saison bei Barça war er, mit 14 Toren in 17 Spielen, der erfolgreichste Torschütze seines Teams und auf Platz vier der Ligatorschützenliste. Trotz seiner Tore schloss Barcelona diese Saison als Vorletzter der Tabelle ab.
Bei der WM 1934 kam er für Spanien im Viertelfinale, in dem sein Team dem späteren Sieger Italien mit 0:1 unterlag, einmal zum Einsatz. Für die Nationalelf bestritt er bis zu seinem letzten Länderspiel 1936 insgesamt 12 Länderspiele, in denen er 3 Tore erzielte.
In den Saisons 1934/35 und 1935/36 war er mit insgesamt 17 Toren in 41 Spielen zwar nicht mehr so erfolgreich wie in seiner ersten Saison, dafür verbesserte sich aber Barça auf Platz 6 bzw. 5 der Tabelle. Denkwürdig bleiben dabei seine vier Tore beim 5:0-Sieg gegen Real Madrid am 21. April 1935, womit er bis heutige der einzige Spieler des FC Barcelona ist, der in der Liga mehr als drei Mal im El Clásico traf.
Als Barcelona im Sommer 1937 zu Zeiten des Spanischen Bürgerkriegs eine Tour durch Mexiko machte, setzte sich Ventolrà ab (er hatte die Nichte des Präsidenten der Republik, Lázaro Cárdenas, kennengelernt und geheiratet) und unterschrieb einen Vertrag beim mexikanischen Erstligisten CF Atlante. Bei Atlante wurde er in der Saison 1940/41 Torschützenkönig. 1949 hängte er seine Fußballschuhe an den Nagel.

## Erfolge
Verein:
- Katalanische Meisterschaft: 1929, 1935, 1936
- Copa del Rey: 1929
- Mexikanische Meisterschaft: 1947
- Copa México: 1942
- Campeón de Campeones: 1942

Nationalmannschaft:
- WM-Teilnahme: 1934 (1 Einsatz)

Individuell:
- Torschützenkönig der mexikanischen Liga: 1941